# نافورة جنيف

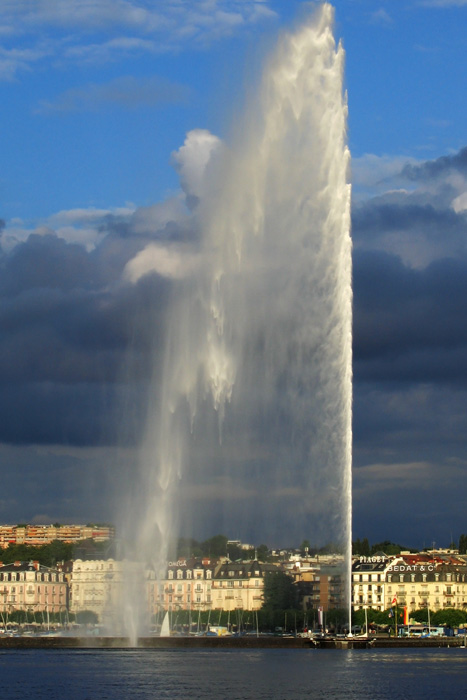
نافورة جنيف

نافورة جنيف وتسمى ((Jet d'Eau)), تقف النافورة كأحد أشهر المعالم الأوروبية وأشهر ما يميز سويسرا بعد الشوكولا والساعات والبنوك وأجراس الأبقار. وقد بنيت النافورة في عام 1886 بارتفاع تمثال الحرية وبذلك تكون من أطول النوافير بالعالم. ويقدر أن النافورة تضخ سبعة أطنان من المياه بسرعة تبلغ 200 كيلو متر في الساعة من خلال عدة مضخات كهربائية تضخ الماء لارتفاع يصل إلى 140 متر، تم تصميمها بالبداية لغرض تقليل ضغط المياه عند الضخ لسكان المدينة، مع حلول العام 1891 تم تطويرها لتصبح معلم سياحي جذاب وكانت قدرتها بذلك الوقت 90 متر فقط. إلى عام 1951 تم تطويرها أكثر بالمضخات ومصادر الماء والإضاءة لتصبح معلم المدينة المشهور.